# Миротворци (ТВ филм)
„Миротворци” је југословенски ТВ филм из 1966. године. Режирао га је Иван Хетрих а сценарио су написали Иван Дончевић и Иво Штивичић.

## Улоге
| Глумац            | Улога |
| ----------------- | ----- |
| Зденка Анушић     |       |
| Златко Црнковић   |       |
| Звонимир Ференчић |       |
| Младен Шермент    |       |
| Иван Шубић        |       |
| Крешимир Зидарић  |       |